# Orubica (Bosanska Gradiška, BiH)
Orubica je naseljeno mjesto u sastavu općine Bosanska Gradiška, Republika Srpska, BiH.

## Stanovništvo
| Orubica            |             |
| Godina popisa      | 1991.       |
| Srbi               | 46 (95,83%) |
| Hrvati             | 2 (4,17%)   |
| Muslimani          | 0           |
| Jugoslaveni        | 0           |
| ostali i nepoznato | 0           |
| ukupno             | 48          |